# Mushroom
Pistes de Tago Mago
Paperhouse Oh Yeah
Mushroom est une chanson du groupe allemand Can, sortie en 1971 sur l'album Tago Mago. 

## Musique et textes
Avec une durée d'environ 4 minutes, c'est une chanson plutôt courte pour un groupe habitué à prolonger ses morceaux bien souvent au-delà de 8 minutes. Le style se rapproche plutôt du rock psychédélique, tout en restant dans une atmosphère très expérimental.
Mushroom reste « une chanson très sombre » selon le journaliste Dominique Leone. Le texte serait une apologie aux champignons hallucinogènes (Mushroom signifiant "Champignon" en anglais).

## Reprises
Mushroom a principalement été reprise par The Flaming Lips sur l'album In a Priest Driven Ambulance (1990) avec la chanson Take Meta Mars et par The Jesus and Mary Chain sur Barbed Wire Kisses (1988). En outre, Damo Suzuki, ex-chanteur du groupe, l'a reprise sur son album V.E.R.N.I.S.S.A.G.E, en compagnie de Jaki Liebezeit à la batterie.

## Personnel
- Holger Czukay - basse, enregistrement, montage
- Michael Karoli - guitare
- Jaki Liebezeit - batterie
- Irmin Schmidt - claviers
- Damo Suzuki - chant